# Ilse Schwidetzky
Ilse Schwidetzky, coniugata Rösing (Leszno, 6 settembre 1907 – Magonza, 18 marzo 1997) è stata un'antropologa tedesca.

## Biografia
Era figlia di Georg e Susanne Schwidetzky.  Susanne Schwidetzky, che studiò matematica all'Università di Berlino intorno al 1900, morì nel 1911 di tubercolosi. Georg Schwidetzky studiò legge e ebbe una carriera politica di successo che si concluse con la prima guerra mondiale. La famiglia si trasferì a Lipsia, dove Georg Schwidetzky lavorò per Die Deutsche Bücherei, all'incirca equivalente alla Biblioteca del Congresso. Ilse Schwidetzky aveva tre fratelli, Eva (nata nel 1905, deceduta nel 1958), Walter (nato nel 1910, deceduto nel 1996) e Georg (fratellastro nato nel 1917, deceduto nel 2003). Schwidetzky sposò Bernhard Rösing nel 1940, anche lui professore. La coppia ebbe tre figli, tra cui l'etnologa Ina Rösing e l'antropologo Friedrich Wilhelm Rösing. Bernhard Rösing morì in un incidente ferroviario nel 1944. 
Ilse Schwidetzky studiò storia, biologia e antropologia a Lipsia e Breslavia. Dagli anni '30 lavorò come assistente di Egon Freiherr von Eickstedt, uno dei principali teorici razziali della Germania nazista. 
Schwidetzky lavorò presso il nuovo Istituto Antropologico dell'Università di Magonza dal 1946, succedendo a Eickstedt come professore di Antropologia a Magonza nel 1961 fino al suo pensionamento nel 1975. Ha pubblicato con il suo nome da nubile.

## Premi, riconoscimenti e accademie
- Permanent Council der International Union of Anthropological and Ethnological Sciences (1974 vice presidente)
- Akademie der Wissenschaften und der Literatur, Magonza
- Société d’Anthropologie de Paris
- Anthropologische Gesellschaft, Vienna
- Société Royale Belge d’Anthropologie
- Sociedade de Geografia de Lisboa
- Sociedad Española de Antropologia Biologica
- Akademie für Bevölkerungswissenschaft Hamburg
- Herder-Forschungsrat, Marburgo
- Deutsche Gesellschaft für Anthropologie und Humangenetik (chair 1968–1970)
- Dottorato honoris causa dalla Università di Creta (1990)

## Opere
- (DE)  Rassenkunde der Altslawen, Stoccarda 1938;
- (DE) Grundzüge der Völkerbiologie, Stoccarda 1950
- (DE)  Das Problem des Völkertodes. Eine Studie zur historischen Bevölkerungsbiologie. Enke, Stoccarda 1954
- (DE)  Das Menschenbild der Biologie Ergebnisse und Probleme der naturwissenschaftlichen Anthropologie. G. Fischer, Stoccarda 1959 (2nd ed. 1970)
- (DE)  Die vorspanische Bevölkerung der Kanarischen Inseln. Göttingen 1963
- (DE)  con Hubert Walter: Untersuchungen zur anthropologischen Gliederung Westfalens. Münster 1967
- (DE)  Hauptprobleme der Anthropologie. Bevölkerungsbiologie und Evolution des Menschen. Rombach, Friburgo i.Br. 1971
- (DE)  Grundlagen der Rassensystematik. BI, Mannheim 1974
- (DE)  Rassen und Rassenbildung beim Menschen. Fischer, Stoccarda 1979
- (DE)  con I. Spiegel-Rösing: Maus und Schlange. Untersuchungen zur Lage der deutschen Anthropologie. Oldenbourg, Monaco di Baviera 1992